# دیگو ایپولیتو
دیگو ایپولیتو (به انگلیسی: Diego Hypólito) ژیمناست زادهٔ ۱۹ ژوئن ۱۹۸۶ میلادی اهل برزیل است.